# Романівська селищна рада
Рома́нівська се́лищна ра́да (до 1926 року — Романівська містечкова рада, 1933—2003 роки — Дзержинська селищна рада) — орган місцевого самоврядування Романівської селищної територіальної громади Житомирського району Житомирської області з розміщенням у смт Романів.

## Склад ради

### VIII скликання
Рада складається з 26 депутатів та голови.
25 жовтня 2020 року, на чергових місцевих виборах, було обрано 26 депутатів ради, з них (за суб'єктами висування): «За майбутнє» та «Наш край» — по 7, «Європейська Солідарність» та «Слуга народу» — по 3, Всеукраїнське об'єднання «Батьківщина», Радикальна партія Олега Ляшка та «Опозиційна платформа — За життя» — по 2.
Головою громади обрали позапартійного висуванця партії «За майбутнє» Володимира Савченка, підприємця.
Виконуючим обов'язки голови з 1 серпня 2022 року призначено секретаря ради Юрія Чумаченка у зв'язку з участю Володимира Савченка в бойових діях. 28 серпня 2023 року на Донеччині внаслідок ракетного удару російських військ загинув Романівський селищний голова Володимир Савченко.

### VII скликання
Рада складалася з 26 депутатів та голови.
На чергових місцевих виборах в Україні 2015 року 25 жовтня 2015 року було обрано 25 депутатів селищної ради, з них: 16 самовисуванців, 4 представляють Всеукраїнську Чорнобильську Народну партію «За добробут та соціальний захист народу», 3 — Всеукраїнське об'єднання «Батьківщина» та 2 — УКРОП.
Головою селищної ради обрали позапартійного самовисуванця Валерія Петровича Гиндича, тодішнього Миропільського селищного голову.
На повторних місцевих виборах 27 грудня 2015 року було обрано 26-го депутата ради — в 10 одномандатному окрузі перемогла самовисуванка Наталія Горобець.

### VI скликання
За результатами місцевих виборів 2010 року депутатами ради стали:

#### За суб'єктами висування
| Суб'єкт висування                                                                    | Кількість обраних депутатів | %    |
| ------------------------------------------------------------------------------------ | --------------------------- | ---- |
| Самовисування                                                                        | 12                          | 40   |
| Партія регіонів                                                                      | 9                           | 30   |
| Народна партія                                                                       | 5                           | 16,7 |
| «Єдиний центр»                                                                       | 2                           | 6,7  |
| Всеукраїнська Чорнобильська Народна Партія «За добробут та соціальний захист народу» | 1                           | 3,3  |
| Політична партія «Сильна Україна»                                                    | 1                           | 3,3  |

#### За округами
| № округу                                                                             | Прізвище, ім'я, по батькові     | Дата визнання обраним | Освіта             | Партійна приналежність                                                                       | Відомості про обраного депутата                                                      |
| ------------------------------------------------------------------------------------ | ------------------------------- | --------------------- | ------------------ | -------------------------------------------------------------------------------------------- | ------------------------------------------------------------------------------------ |
| Всеукраїнська Чорнобильська Народна Партія «За добробут та соціальний захист народу» |                                 |                       |                    |                                                                                              |                                                                                      |
| 7                                                                                    | Мартинов Денис Михайлович       | 05.11.2010            | вища               | член Всеукраїнської Чорнобильської Народної Партії «За добробут та соціальний захист народу» | РДА, головний спеціаліст РДА                                                         |
| Єдиний Центр                                                                         |                                 |                       |                    |                                                                                              |                                                                                      |
| 3                                                                                    | Ганюк Іван Володимирович        | 05.11.2010            | вища               | член Єдиного Центру                                                                          | бригадир, ТОВ «Віват»                                                                |
| 5                                                                                    | Капінус Олексій Олексійович     | 05.11.2010            | вища               | член Єдиного Центру                                                                          | приватний підприємець                                                                |
| Народна Партія                                                                       |                                 |                       |                    |                                                                                              |                                                                                      |
| 4                                                                                    | Андрійчук Петро Арсентійович    | 05.11.2010            | середня спеціальна | член Народної партії                                                                         | пенсіонер                                                                            |
| 8                                                                                    | Згерська Валентина Йосипівна    | 05.11.2010            | незакінчена вища   | член Народної партії                                                                         | Пенсійний фонд, начальник відділу                                                    |
| 9                                                                                    | Стаднік Володимир Михайлович    | 05.11.2010            | вища               | член Народної партії                                                                         | Ветеринарна медицина, головний спеціаліст                                            |
| 21                                                                                   | Іванюк Інна Володимирівна       | 05.11.2010            | вища               | член Народної партії                                                                         | Районна рада, головний спеціаліст                                                    |
| 30                                                                                   | Біньківська Марія Антонівна     | 05.11.2010            | незакінчена вища   | член Народної партії                                                                         | Пенсійний фонд, начальник відділу виконання бюджету Пенсійного фонду                 |
| Партія регіонів                                                                      |                                 |                       |                    |                                                                                              |                                                                                      |
| 2                                                                                    | Гончарук Олена Миколаївна       | 05.11.2010            | вища               | член Партії регіонів                                                                         | Фінуправління РДА, спеціаліст бюджетного відділу                                     |
| 6                                                                                    | Мирончук Катерина Вікторівна    | 05.11.2010            | вища               | член Партії регіонів                                                                         | Романівська селищна рада, секретар ради                                              |
| 13                                                                                   | Мосійчук Володимир Анатолійович | 05.11.2010            | вища               | член Партії регіонів                                                                         | ПП.Ярина, директор                                                                   |
| 15                                                                                   | Кравчук Олександр Володимирович | 05.11.2010            | вища               | член Партії регіонів                                                                         | КОП «Добробут», директор                                                             |
| 17                                                                                   | Ткачук Зінаїда Андріївна        | 05.11.2010            | вища               | член Партії регіонів                                                                         | Райфінуправління, головний бухгалтер                                                 |
| 18                                                                                   | Лещенко Олексій Павлович        | 05.11.2010            | вища               | член Партії регіонів                                                                         | приватний підприємець                                                                |
| 20                                                                                   | Вальчук Валентина Миколаївна    | 05.11.2010            | середня спеціальна | член Партії регіонів                                                                         | Центр розвитку дитини, завідувачка                                                   |
| 23                                                                                   | Папіжук Людмила Леонідівна      | 05.11.2010            | вища               | член Партії регіонів                                                                         | Центр розвитку дитини, психолог                                                      |
| 28                                                                                   | Котвіцька Олена Цезарівна       | 05.11.2010            | вища               | член Партії регіонів                                                                         | Дошкільний навчальний заклад № 1, вихователь                                         |
| Політична партія «Сильна Україна»                                                    |                                 |                       |                    |                                                                                              |                                                                                      |
| 11                                                                                   | Флуд Василь Васильович          | 05.11.2010            | вища               | член Політичної партії «Сильна Україна»                                                      | ТОВ «Віват», директор                                                                |
| Самовисування                                                                        |                                 |                       |                    |                                                                                              |                                                                                      |
| 1                                                                                    | Романчук Анатолій Григорович    | 05.11.2010            | середня спеціальна | член Всеукраїнського об'єднання «Батьківщина»                                                | пенсіонер                                                                            |
| 10                                                                                   | Драбанюк Ірина Анатоліївна      | 05.11.2010            | середня            | позапартійна                                                                                 | тимчасово не працює                                                                  |
| 12                                                                                   | Матат Віра Петрівна             | 05.11.2010            | середня спеціальна | позапартійна                                                                                 | Романівська селищна рада, касир-рахівник                                             |
| 14                                                                                   | Чернятинський Геннадій Іванович | 05.11.2010            | середня спеціальна | член Всеукраїнського об'єднання «Батьківщина»                                                | тимчасово не працює                                                                  |
| 16                                                                                   | Храбан Петро Дмитрович          | 05.11.2010            | середня спеціальна | позапартійний                                                                                | пенсіонер                                                                            |
| 19                                                                                   | Годована Валентина Сергіївна    | 05.11.2010            | вища               | позапартійна                                                                                 | Пенсійний фонд, заступник начальника відділу пенсійного забезпечення                 |
| 22                                                                                   | Головня Євген Володимирович     | 05.11.2010            | середня спеціальна | позапартійний                                                                                | пенсіонер                                                                            |
| 24                                                                                   | Данилюк Микола Миколайович      | 05.11.2010            | середня спеціальна | позапартійний                                                                                | Романівська селищна рада, спеціаліст І категорії селищної ради по земельних питаннях |
| 25                                                                                   | Зотько Юрій Карпович            | 05.11.2010            | вища               | позапартійний                                                                                | пенсіонер                                                                            |
| 26                                                                                   | Гончарук Микола Миколайович     | 05.11.2010            | середня            | позапартійний                                                                                | пенсіонер                                                                            |
| 27                                                                                   | Журавський Леонід Володимирович | 05.11.2010            | середня спеціальна | позапартійний                                                                                | тимчасово не працює                                                                  |
| 29                                                                                   | Люлько Наталія Степанівна       | 05.11.2010            | вища               | член Всеукраїнського об'єднання «Батьківщина»                                                | приватний підприємець                                                                |

### Керівники ради
| Прізвище, ім'я, по батькові      | Основні відомості | Суб'єкт висування                  | Дата обрання | Дата звільнення |
| -------------------------------- | --- | ---------------------------------- | ------------ | --------------- |
| Іщук Анатолій Володимирович      | Селищний голова, освіта середня спеціальна, член Партії регіонів                                                         | Політична партія «Партія регіонів» | 5.11.2010    | 25.10.2015      |
| Гиндич Валерій Петрович          | Селищний голова, 1974 року народження, освіта вища, безпартійний                                                         | Самовисування                      | 25.10.2015   | 25.10.2020      |
| Савченко Володимир Володимирович | Селищний голова, 1964 року народження, освіта професійно-технічна, безпартійний                                          | Політична партія «За майбутнє»     | 25.10.2020   |                 |
| Чумаченко Юрій Миколайович       | Виконуючий обов'язки селищного голови, секретар Романівської селищної ради, 1975 року народження, член партії «Наш Край» | Політична партія «Наш Край»        | 01.08.2022   |                 |

## Історія
Раду було утворено 1923 року, з назвою Романівська містечкова в складі містечка Романів та селища Завод Романів Романівської волості Полонського повіту Волинської губернії. 7 березня 1923 року увійшла до складу новоствореного Миропільського (згодом — Романівський, Дзержинський) району. 8 січня 1926 року затверджена на засіданні ЦАТК як селищна рада. 20 жовтня 1938 року центр ради Дзержинськ віднесено до категорії селищ міського типу; приєднано населені пункти розформованої Романівської сільської ради.
Станом на 1 вересня 1946 року та 1 січня 1972 року селищна рада входила до складу Дзержинського району Житомирської області, до складу ради входило смт Дзержинськ.
Житомирська обласна рада, у зв'язку з відновленням селищу міського типу Дзержинськ Дзержинського району колишнього найменування Романів (Відомості Верховної Ради України, 2004, № 2, ст.20), рішенням від 23 грудня 2003 року перейменувала Дзержинську селищну раду на Романівську. (ВВРУ № 11, стор. 384)
До 2020 року — адміністративно-територіальна одиниця в Романівському районі Житомирської області з підпорядкуванням смт Романів та площею території 121,74 км². У 2020 році територію та населені пункти ради, відповідно до розпорядження Кабінету Міністрів України № 711-р від 12 червня 2020 року «Про визначення адміністративних центрів та затвердження територій територіальних громад Житомирської області», включено до складу Романівської селищної територіальної громади Житомирського району Житомирської області.

### Населення
Кількість населення ради, станом на 1923 рік, становила 1 632 особи, кількість дворів — 618.
Відповідно до результатів перепису населення СРСР, кількість населення ради, станом на 12 січня 1989 року, становила 8 171 особу.
Станом на 5 грудня 2001 року, відповідно до перепису населення України, кількість мешканців селищної ради становила 8 202 особи.